# 中加的夫 (英國國會選區)
中加的夫（英語：Cardiff Central），英國國會一自治市選區，位於威爾斯首府加的夫市中心。始設於1918年，1950年被撤，1983年恢復。
本區自恢復起先後由保守黨、工黨（1992年起）、以及自民黨的人士任當區下議院議員（2005年起）。2010年大選中，自民黨珍妮·威洛特以41.4%選票勝出該區成功連任，成為當年南威爾斯唯一由自民黨人控制的選區、威爾斯三個自民黨人控制的選區之一。